# Amphoteros (Admiral)
Amphoteros (altgriechisch Ἀμφοτερός Amphoterós; † nach 331 v. Chr.), Sohn des Alexandros und Bruder des Krateros, war ein makedonischer Flottenkommandant (nauarchos) Alexanders des Großen.
Amphoteros nahm seit 334 v. Chr. am Asienfeldzug teil. Im Winter auf das Jahr 333 v. Chr. wurde er von Alexander von Phaselis zu dem Feldherrn Parmenion nach Gordion gesandt, mit Anweisungen zur Verhaftung des Verräters Alexanders des Lynkesten. Wenige Monate darauf wurde er zusammen mit Hegelochos beauftragt, an den Hellespont zurückzukehren, um dort eine Flotte zu bauen, mit der die Ägäis unter Kontrolle gebracht werden sollte. Gemeinsam eroberten sie im folgenden Jahr die Inseln Mytilene, Tenedos und Chios, wo sie den persischen Admiral Pharnabazos gefangen nahmen. Mit sechzig Schiffen nahm Amphoteros selbständig die Insel Kos ein.
Amphoteros und Hegelochos stießen mit ihrer Flotte im Winter 332 v. Chr. in Ägypten wieder zu Alexander, wo Amphoteros im Frühjahr 331 v. Chr. das alleinige Kommando über die Flotte übernahm. Nach Arrian wurde er darauf von Alexander mit seiner um hundert phönizische Schiffe verstärkten Flotte zum Peloponnes entsandt, um dort jene griechischen Städte, die loyal zur makedonischen Sache standen, gegen die Spartaner des Königs Agis III. zu unterstützen. Diese Angabe gilt in der Fachliteratur als problematisch, da angenommen wird, dass Alexander erst frühestens im Spätjahr 331 v. Chr., als er bereits in Susa weilte, vom Krieg des Agis III. erfahren habe. Curtius Rufus notierte dagegen, dass Amphoteros im Frühjahr 331 v. Chr. von Tyros aus mit seiner Flotte gegen Kreta ausgesandt wurde, um die Insel zu befreien und um anschließend das Piratenunwesen zu bekämpfen. Es ist dabei möglich, dass Amphoteros zuerst von Alexander nach Kreta entsandt wurde, sich dann aber von dort auf Eigeninitiative gegen den Peloponnes wandte, nachdem er von den Kämpfen Antipaters gegen Sparta erfuhr.
Vermutlich transportierte Amphoteros noch im Jahr 331 v. Chr., nach dem Ende des Krieges gegen Sparta, das Truppenkontingent des Amyntas von Makedonien nach Syrien. Jedenfalls werden er, wie auch anderweitige Flottenunternehmungen Alexanders im Mittelmeer, nach diesem Jahr nicht mehr erwähnt.